# Larbaâ (Batna)
Pour les articles homonymes, voir Larbaâ.
Larbaâ (en arabe : لارباع) est commune de la wilaya de Batna en Algérie.
Une ville de la région de l'Aurès habitée par une tribu qui porte le même nom qui [1]. Le mot Larbaâ est d'origine non arabe (absent de "lissan al arab" et autres dictionnaires arabes), (الأرباع) signification possible , les lieux de résidence au temps du printemps [2].
La région Larbaâ comme toutes les régions des Aurès est bien connu par l'élevage des troupeaux des moutons, des chèvres et des vaches.

## Géographie
La région de Larbaâ géographiquement riche et diversifiée. Une mosaïque de montagnes, de plateaux, de collines, de plaines, de prairies, de vallées, de sources d'eau.

### Situation
Le territoire de la commune de Larbaâ est situé au centre de la wilaya (département) de Batna. La commune de Larbaâ est située dans la région des Aurès.
| Ben Foudhala El Hakania | Ben Foudhala El Hakania | Oued Taga |
| Ben Foudhala El Hakania | Larbaâ                  | Bouzina   |
| Ben Foudhala El Hakania | Bouzina                 | Bouzina   |

## Histoire

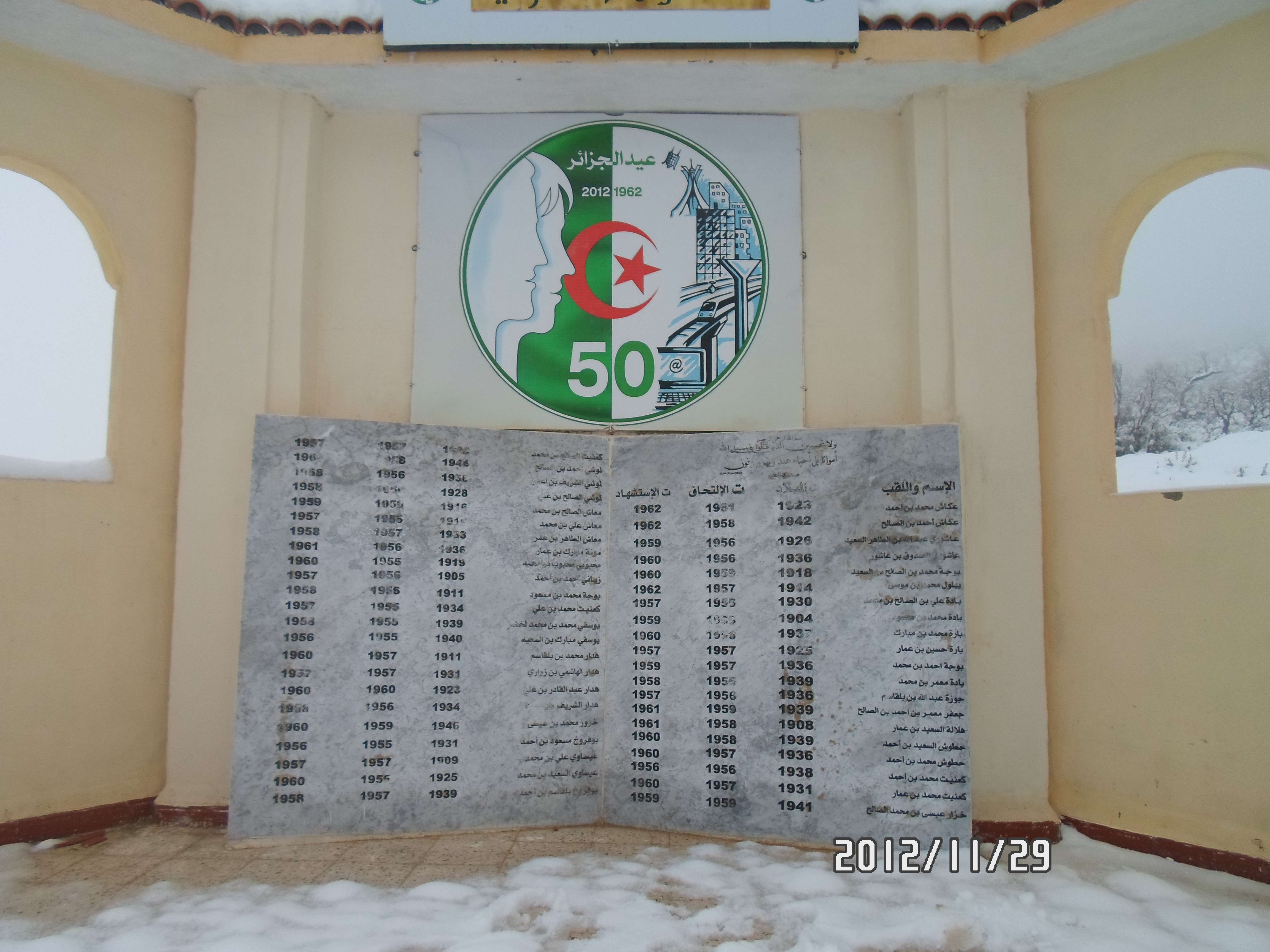
Monument dedié aux morts de la Guerre d'Algérie (martyrs) de Larbaâ

### Localités de la commune
La commune de Larbaâ est composée de 12 localités.
- Aïn El Beïda
- Barth
- Bouannour
- Boudjnah
- Bouyakaken
- Dechra El Beïda
- Foudh Aguilal
- Lahouadh
- Larbaa
- Smail
- Tenoughist
- Tibhirine